# Карловицкий мир
Карловицкий мир — мирный договор, подписанный между Австрией, Речью Посполитой и Венецианской республикой с одной стороны и Османской империей с другой стороны 26 января 1699 года на Карловицком конгрессе.

## Детали договора

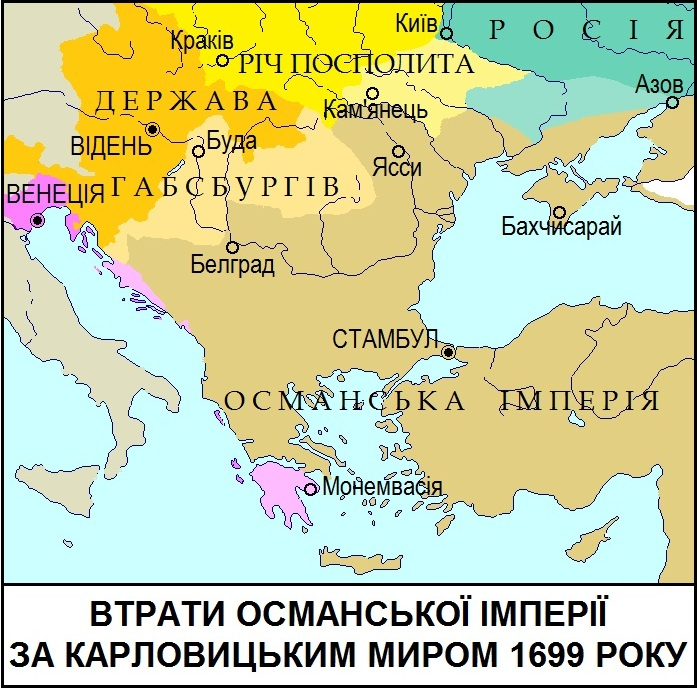
Потери Османской империи по Карловицкому миру (1699)

По условиям договора к Австрии от османов отходили Восточная Венгрия, а также Трансильвания, Хорватия, часть Словении и Тимишоара. Венецианская республика, недовольная заключением мира и поэтому присоединившаяся к договору под угрозой ведения войны с Турцией в одиночестве, подписала договор 7 февраля. Она закрепила за собой занятый нею в 1686 году полуостров Морея и Далмацию. Польша возвратила себе потерянные по условиям Бучачского мира земли, в том числе Подолье и другие части Правобережной Украины.
Одной из ключевых битв, приведших к поражению Османской империи и подписанию мирного договора, была битва при Зенте, состоявшаяся 11 сентября 1697 года. Карловицкий мир превратил Австрию в одну из европейских великих держав.